# Daphnopsis crispotomentosa
Daphnopsis crispotomentosa är en tibastväxtart som beskrevs av José Cuatrecasas. Daphnopsis crispotomentosa ingår i släktet Daphnopsis och familjen tibastväxter. Inga underarter finns listade i Catalogue of Life.